# إيربارك

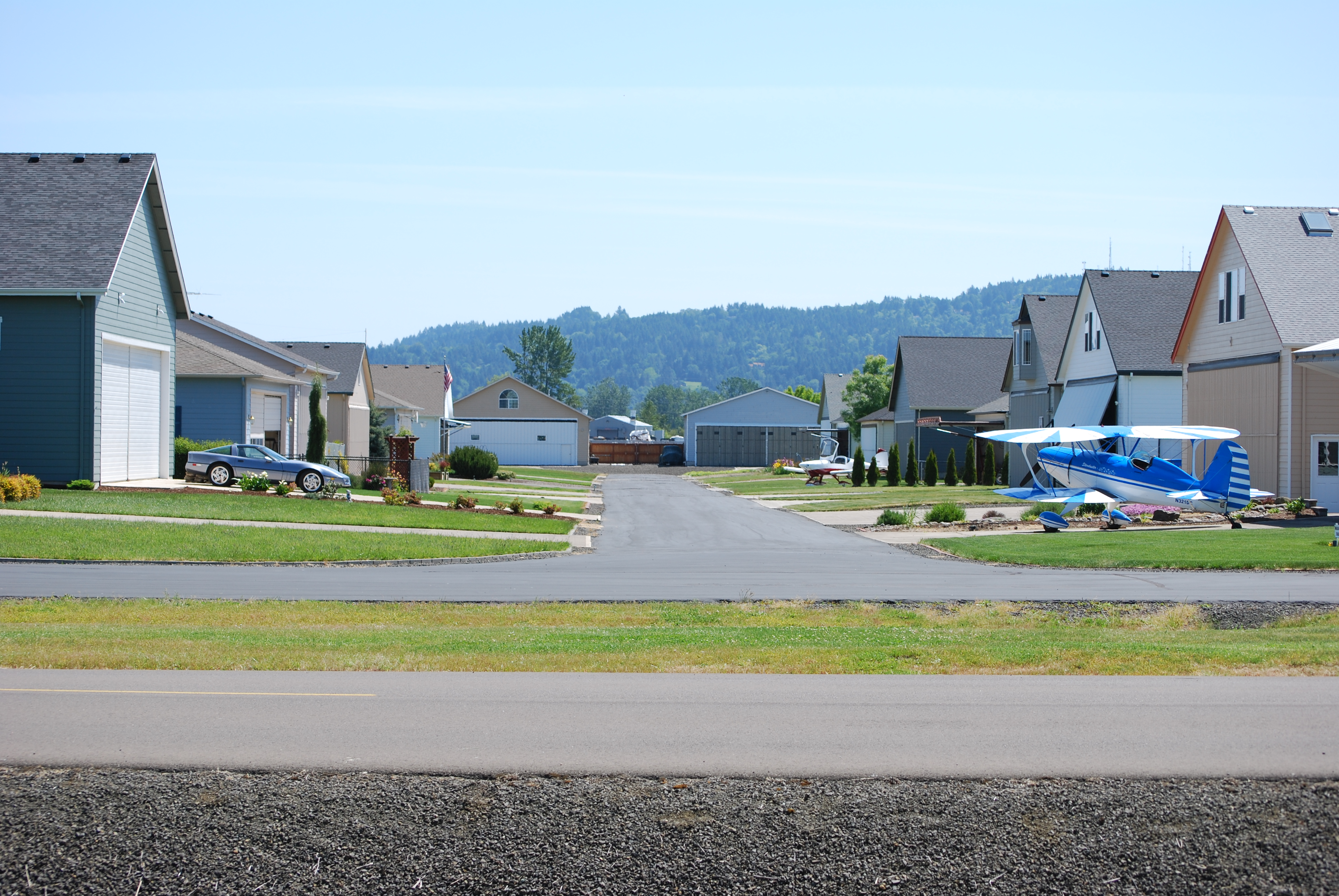
منازل حظائر الطائرات في مطار ولاية الاستقلال.

إيربارك (airpark) أو موقف جوي أو متنزه جوي (air park) يُشار أيضًا إليه باسم منتزه جوي سكني (residential airpark) أو "مجتمع الطيران"("fly-in community"). يمكن أن تشير الكلمة أيضًا إلى مجتمع مصمم خصيصًا حول مطار حيث يمتلك كل فرد طائرته الخاصة التي يوقفونها في حظيرة الطائرات الخاصة بهم والتي عادةً ما تكون متصلة بالمنزل أو يتم دمجها في منزلهم. يتميز المنتزه الجوي السكني أو مجتمع الطيران بمدرج واحد أو أكثر مع منازل مجاورة للمدرج. تتميز العديد من مجتمعات (fly-in) بمجموعة متنوعة من وسائل الراحة، مثل ملعب غولف ومرافق الفروسية والمزيد. عادةً ما تكون المنتزهات السكنية أو المجمعات الجوية مملوكة ملكية خاصة ومقيدة للاستخدام من قبل مالكي العقارات وضيوفهم المدعوين. معظمها لا يشمل العمليات التجارية أو الأعمال التجارية. أصبحت المجتمعات أيضًا سوقًا عقاريًا متخصصًا، مع تخصيص بعض الشركات لهذه التطورات فقط.
ظهرت أفكار الحدائق الجوية منذ عام 1944. ومع ذلك، كانت أول حديقة جوية هي سييرا سكاي بارك في فريسنو، كاليفورنيا، والتي تأسست عام 1946. تقدر جمعية (Living With Your Plane) وجود ما لا يقل عن 426 حديقة جوية سكنية في الولايات المتحدة. تشير التقديرات إلى أن فلوريدا بها 52 حديقة جوية، تليها واشنطن بـ 50، وكاليفورنيا بـ 28، وأوريغون بـ 23.

## بعض الحدائق الهوائية البارزة

### كندا
- كالغاري / Okotoks Air Park (كالغاري، ألبرتا)

### جنوب أفريقيا
- Zandspruit Bush &amp; Aero Estate (Hoedspruit، Limpopo)

### الولايات المتحدة
- بيغاسوس إيربارك (كوين كريك، أريزونا)
- مطار وادي الكرمل (وادي الكرمل، كاليفورنيا)
- مطار كاميرون (كاميرون بارك، كاليفورنيا)
- مطار سييرا سكاي بارك (فريسنو، كاليفورنيا)
- مطار باين ماونتن ليك (غروفلاند، كاليفورنيا)
- ريدج لاندينغ ايربارك (فروستبروف، فلوريدا)
- مطار سبروس كريك (بورت أورانج، فلوريدا)
- مطار غريستون / عقارات جمبولير للطيران (أوكالا، فلوريدا)
- مطار ولاية الاستقلال (إندبندنس، أوريغون)
- مطار بيغ ساوث فورك (أونيدا، تينيسي)
- فرونتير إيربارك (ماريسفيل، واشنطن)
- Alpine Airpark (جبال الألب، وايومنغ)